# Сатурн (премия, 1994)
20-я церемония награждения премии «Сатурн» за заслуги в области фантастики, фэнтези и фильмов ужасов за 1993 год состоялась 20 октября 1994 года.

## Победители и номинанты
Победители указаны первыми, выделены жирным шрифтом и  отдельным цветом .

### Лучший научно-фантастический фильм
| • Парк Юрского периода / Jurassic Park |
| -------------------------------------- |

• Разрушитель / Demolition Man
• Огонь в небе / Fire in the Sky
• Крепость / Fortress
• Лучший друг человека / Man’s Best Friend
• Человек-метеор / The Meteor Man
• Робот-полицейский 3 / RoboCop 3

### Лучший фильм-фэнтези
| • Кошмар перед Рождеством / The Nightmare Before Christmas |
| ---------------------------------------------------------- |

• Семейные ценности Аддамсов / Addams Family Values
• День сурка / Groundhog Day
• Сердце и души / Heart and Souls
• Фокус-покус / Hocus Pocus
• Последний киногерой / Last Action Hero
• Новичок сезона / Rookie of the Year

### Лучший фильм ужасов
| • Зловещие мертвецы 3: Армия тьмы / Army of Darkness |
| ---------------------------------------------------- |

• Тёмная половина / The Dark Half
• Хороший сын / The Good Son
• Трудная мишень / Hard Target
• Калифорния / Kalifornia
• Нужные вещи / Needful Things
• Исчезновение / The Vanishing

### Best Genre Video Release
| • Живая мертвечина / Braindead |
| ------------------------------ |

• Скорая помощь / The Ambulance
• Бегущий по лезвию / Blade Runner (для режиссёрской версии)
• Музыкант / El mariachi
• Это случилось рядом с вами / C’est arrivé près de chez vous
• Опасный эксперимент / Tomcat: Dangerous Desires
• Чернокнижник 2: Армагеддон / Warlock: The Armageddon

### Лучший актёр
| • Роберт Дауни мл. за роль Томаса Рейли в фильме «Сердце и души» |
| ---------------------------------------------------------------- |

• Джефф Бриджес за роль Барни Каузинса в фильме «Исчезновение»
• Билл Мюррей за роль Фила Коннорса в фильме «День сурка»
• Роберт Патрик за роль Майка Роджерса в фильме «Огонь в небе»
• Арнольд Шварценеггер за роль Джека Слейтера / самого себя в фильме «Последний киногерой»
• Кристиан Слейтер за роль Кларенса Уорли в фильме «Настоящая любовь»
• Макс фон Сюдов за роль Лиланда Гонта в фильме «Нужные вещи»

### Лучшая актриса
| • Энди Макдауэлл за роль Риты в фильме «День сурка» |
| --------------------------------------------------- |

• Патрисия Аркетт за роль Алабамы Уитмэн в фильме «Настоящая любовь»
• Лора Дёрн за роль доктора Элли Сэттлер в фильме «Парк Юрского периода»
• Мишель Форбс за роль Кэрри Лафлин в фильме «Калифорния»
• Анжелика Хьюстон за роль Мортиши Аддамс в фильме «Семейные ценности Аддамсов»
• Бетт Мидлер за роль Винни Сандерсон в фильме «Фокус-покус»
• Элли Шиди за роль Лори Таннер в фильме «Лучший друг человека»

### Лучший актёр второго плана
| • Лэнс Хенриксен за роль Эмиля Фушона в фильме «Трудная мишень» |
| --------------------------------------------------------------- |

• Джефф Голдблюм за роль доктора Иэна Малкольма в фильме «Парк Юрского периода»
• Чарлз Гродин за роль Харрисона Уинслоу в фильме «Сердце и души»
• Уэйн Найт за роль Денниса Нэдри в фильме «Парк Юрского периода»
• Джон Малкович за роль Митча Лири в фильме «На линии огня»
• Том Сайзмор за роль Мило Пека в фильме «Сердце и души»
• Дж. Т. Уолш за роль Дэнфорта «Бастера» Китона III  в фильме «Нужные вещи»

### Лучшая актриса второго плана
| • Аманда Пламмер за роль Нетти Кобб в фильме «Нужные вещи» |
| ---------------------------------------------------------- |

• Нэнси Аллен за роль офицера Энн Льюис в фильме «Робот-полицейский 3»
• Джоан Кьюсак за роль Дебби Желлински в фильме «Семейные ценности Аддамсов»
• Джули Харрис за роль в фильме «Тёмная половина»
• Кэти Наджими за роль Мэри Сандерсон в фильме «Фокус-покус»
• Кира Седжвик за роль Джулии в фильме «Сердце и души»
• Элфри Вудард за роль Пенни Вашингтон в фильме «Сердце и души»

### Лучший молодой актёр или актриса
| • Элайджа Вуд за роль Марка Эванса в фильме «Хороший сын» |
| --------------------------------------------------------- |

• Джесси Камерон-Гликенхаус за роль Джесси Бродерика в фильме «Избиение младенцев»
• Мануэль Колао за роль Вито в фильме «Побег невиновного»
• Джозеф Маццелло за роль Тима Мёрфи в фильме «Парк Юрского периода»
• Остин О’Брайен за роль Дэнни Мэдигана в фильме «Последний киногерой»
• Кристина Риччи за роль Уэнздей Аддамс в фильме «Семейные ценности Аддамсов»
• Ариана Ричардс за роль Алексис Мёрфи в фильме «Парк Юрского периода»

### Лучший режиссёр
| • Стивен Спилберг за фильм «Парк Юрского периода» |
| ------------------------------------------------- |

• Джон Мактирнан за фильм «Последний киногерой»
• Гарольд Рамис за фильм «День сурка»
• Джордж Ромеро за фильм «Тёмная половина»
• Генри Селик за фильм «Кошмар перед Рождеством»
• Рон Андервуд за фильм «Сердце и души»
• Джон Ву за фильм «Трудная мишень»

### Лучший сценарий
| • Майкл Крайтон и Дэвид Кепп за фильм «Парк Юрского периода» |
| ------------------------------------------------------------ |

• Трэйси Торме за фильм «Огонь в небе»
• Дэнни Рубин и Гарольд Рамис за фильм «День сурка»
• Брент Мэддок, С.С. Уилсон, Грегори Хансен, Эрик Хансен за фильм «Сердце и души»
• Тим Меткалф за фильм «Калифорния»
• Шейн Блэк и Дэвид Арнотт за фильм «Последний киногерой»
• Квентин Тарантино за фильм «Настоящая любовь»

### Лучшая музыка
| • Дэнни Эльфман — «Кошмар перед Рождеством» |
| ------------------------------------------- |

• Марк Шэймен — «Семейные ценности Аддамсов»
• Марк Айшем — «Огонь в небе»
• Грэм Ревелл — «Трудная мишень»
• Марк Шэймен — «Сердце и души»
• Джон Уильямс — «Парк Юрского периода»
• Кристофер Янг — «Бродяга»

### Лучшие костюмы
| • Мэри Э. Вогт — «Фокус-покус» |
| ------------------------------ |

• Тиони В. Олдридж — «Семейные ценности Аддамсов»
• Боб Рингвуд — «Разрушитель»
• Дженнифер Батлер — «День сурка»
• Сью Мур, Эрик Х. Сандберг — «Парк Юрского периода»
• Глория Грешам — «Последний киногерой»
• Джозеф А. Порро — «Супербратья Марио»

### Лучший грим
| • Кевин Хейни — «Семейные ценности Аддамсов» |
| -------------------------------------------- |

• (K.N.B. EFX Group Inc., Alterian Inc.) — «Зловещие мертвецы 3: Армия тьмы»
• Джон Вулич, Эверетт Баррелл — «Тёмная половина»
• Скриминг Мэд Джордж, Стив Джонсон (Alterian Inc.) — «Образина»
• Кевин Ягер, Митчелл Дж. Кафлин — «Лучший друг человека»
• Джефф Гудвин, Vincent J. Guastini, Роб Бурман — «Супербратья Марио»
• Боб Кин — «Чернокнижник 2: Армагеддон»

### Лучшие спецэффекты
| • Деннис Мьюрен, Стэн Уинстон, Фил Типпетт, Майкл Лантьери — «Парк Юрского периода» |
| ----------------------------------------------------------------------------------- |

• Майкл Дж. МакАлистер, Кимберли К. Нельсон — «Разрушитель»
• (Pacific Data Images (PDI), 4-Ward Productions) — «Сердце и души»
• (Buena Vista Visual Effects, Matte World Digital, Rhythm & Hues) — «Фокус-покус»
• Джон Э. Салливан (Sony Pictures Imageworks, Boss Film Studios, Fantasy II Film Effects, Visual Concept Engineering (VCE), The Baer Animation Company Inc.) — «Последний киногерой»
• Ариэль Веласко-Шоу, Эрик Лейтон, Гордон Бейкер — «Кошмар перед Рождеством»
• Ричард Эдлунд — «Солнечный кризис»

### Best Genre Television Series
| • Лоис и Кларк: Новые приключения Супермена / Lois & Clark: The New Adventures of Superman |
| ------------------------------------------------------------------------------------------ |

• Приключения Бриско Каунти-младшего / The Adventures of Brisco County Jr.
• Симпсоны / The Simpsons
• Звёздный путь: Глубокий космос 9 / Star Trek: Deep Space Nine
• Звёздный путь: Следующее поколение / Star Trek: The Next Generation
• Дикие пальмы / Wild Palms
• Секретные материалы / The X-Files

### Премия Джорджа Пала
| • Стэн Уинстон |
| -------------- |

| • Джин Уоррен |
| ------------- |

| • Ва Чанг |
| --------- |

### Posthumous Award
| • Альфред Хичкок |
| ---------------- |

### Премия за достижения в карьере
| • Уит Бисселл |
| ------------- |

| • Стив Ривз |
| ----------- |

### Президентская премия
| • Стивен Спилберг |
| ----------------- |

### Service Award
| • Марди Рустам |
| -------------- |